# Zirconocendichlorid
Zirconocendichlorid ist eine Organozirconiumverbindung, bestehend aus einem Zirconium-Zentralatom sowie zwei Cyclopentadienyl-Liganden und zwei Chlorid-Liganden. Zirconocendichlorid ist ein diamagnetischer, weißer Feststoff, der relativ stabil an Luft ist.

## Darstellung und Struktur
Zirconocendichlorid kann aus einem Zirconium(IV)-chlorid-THF-Komplex und Cyclopentadienylnatrium dargestellt werden:
ZrCl4(THF)2 + 2 NaCp → Cp2ZrCl2 + 2 NaCl + 2 THF
Die eng verwandte Verbindung Cp2ZrBr2 wurde das erste Mal durch Birmingham und Wilkinson beschrieben.
Die Struktur der Verbindung ähnelt der einer Klappschaufel, die Cp-Ringe sind nicht parallel und der durchschnittliche Cp-M-Cp-Winkel (vom Flächenmittelpunkt aus) beträgt 128°. Der Cl-Zr-Cl-Winkel von 97,1° ist breiter als in Niobocendichlorid (85,6°) und Molybdocendichlorid (82°). Die Kenntnis über diesen Trend half, die Orientierung des HOMO in dieser Klasse von Komplexen nachzuweisen.

## Reaktionen
Zirconocendichlorid reagiert mit Lithiumaluminiumhydrid zu Cp2ZrHCl, dem Schwartz-Reagenz:
(C5H5)2ZrCl2 + 1/4 LiAlH4 → (C5H5)2ZrHCl + 1/4 "LiAlCl4"
Da Lithiumaluminiumhydrid ein starkes Reduktionsmittel ist, kann durch zu weitgehende Reaktion der Dihydro-Komplex Cp2ZrH2 entstehen, dieser kann durch Dichlormethan ins Schwartz-Reagenz umgewandelt werden.
Zirconocendichlorid findet außerdem industriell als Katalysator oder Präkatalysator bei Polymerisationsreaktionen Anwendung. So sind auch Polymere zugänglich, die nicht über normale Ziegler-Natta-Katalysatoren zugänglich sind und z. B. besondere Taktizität, Molmasse oder Molmassenverteilung aufweisen.
Die Cyclopentadienyl-Liganden des Zirkonocendichlorid lassen sich durch mehrfache Arylierungen mit Arylbromiden in palladiumkatalysierten Reaktionen zu den entsprechenden 1,2,3,4,5-Pentaaryl-1,3-cyclopentadienen wie zum Beispiel 1,2,3,4,5-Pentakis(4-butylphenyl)-1,3-cyclopentadien umsetzen.